# Hypsiboas alemani
Hypsiboas alemani är en groddjursart som först beskrevs av Juan A. Rivero 1964.  Hypsiboas alemani ingår i släktet Hypsiboas och familjen lövgrodor. IUCN kategoriserar arten globalt som otillräckligt studerad. Inga underarter finns listade i Catalogue of Life.